# Linda Lovelace

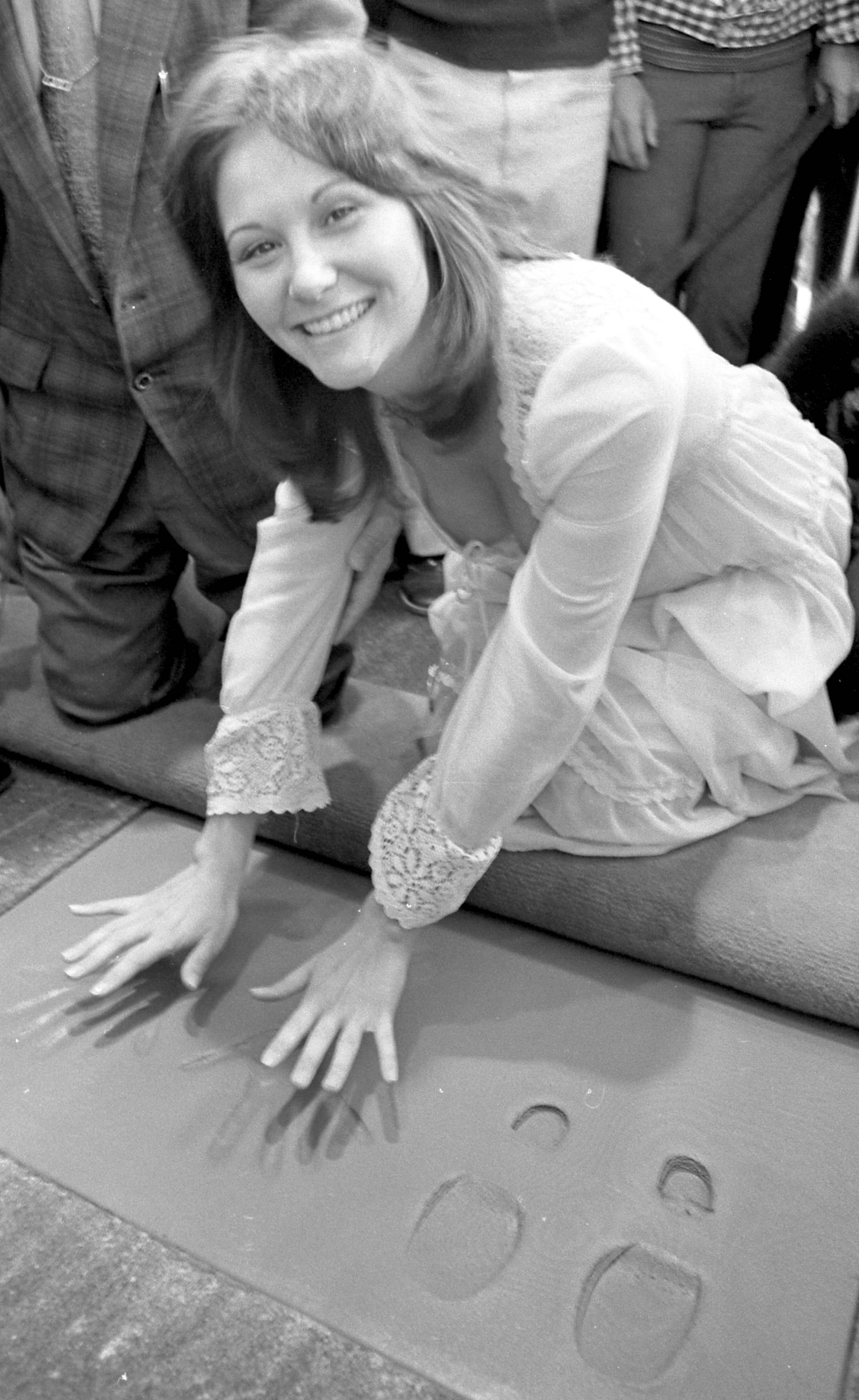
Linda Lovelace 1973 vorm Pussycat Theater in Los Angeles

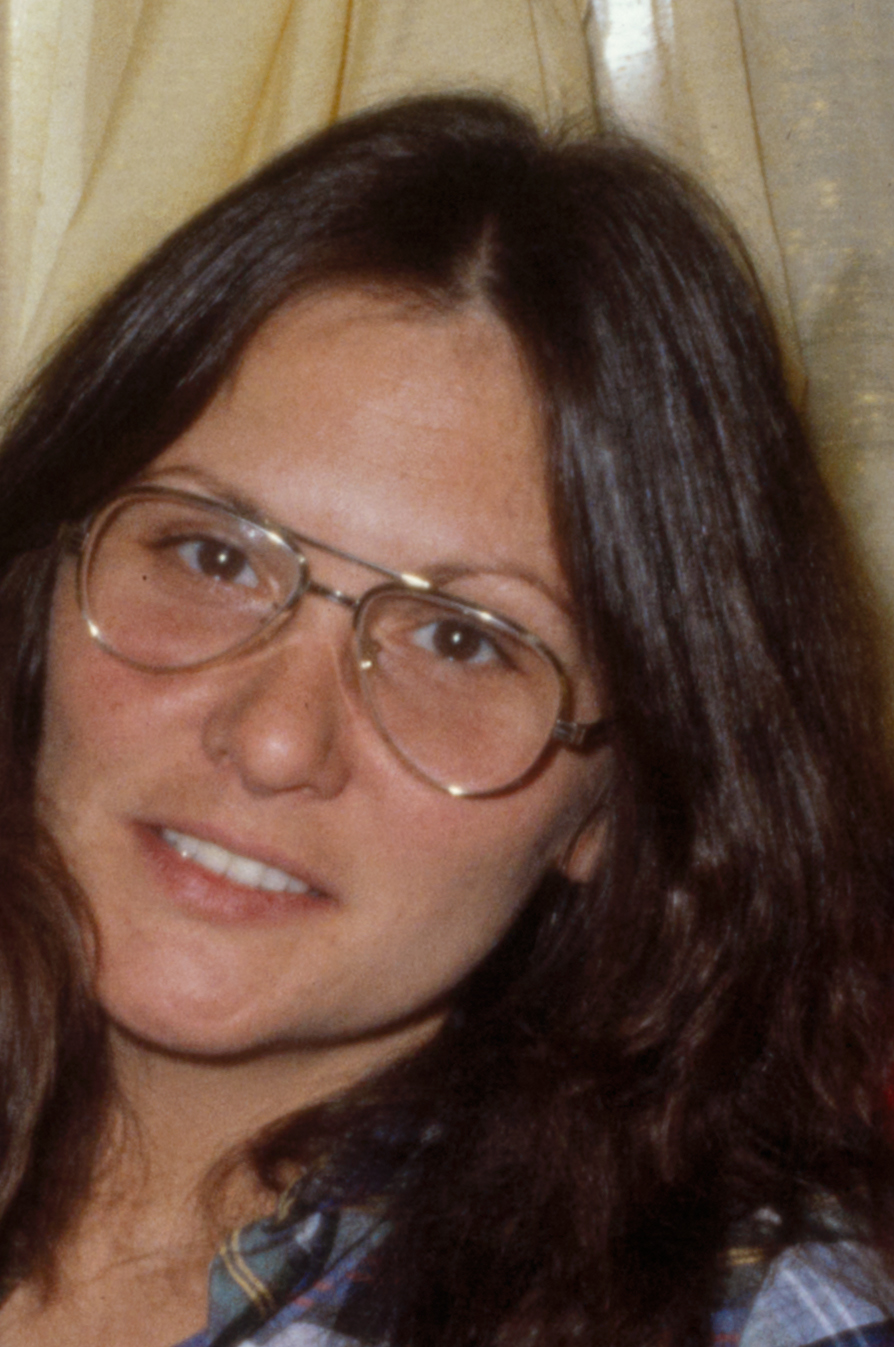
Linda Lovelace (1986)

Unterschrift von Linda Lovelace

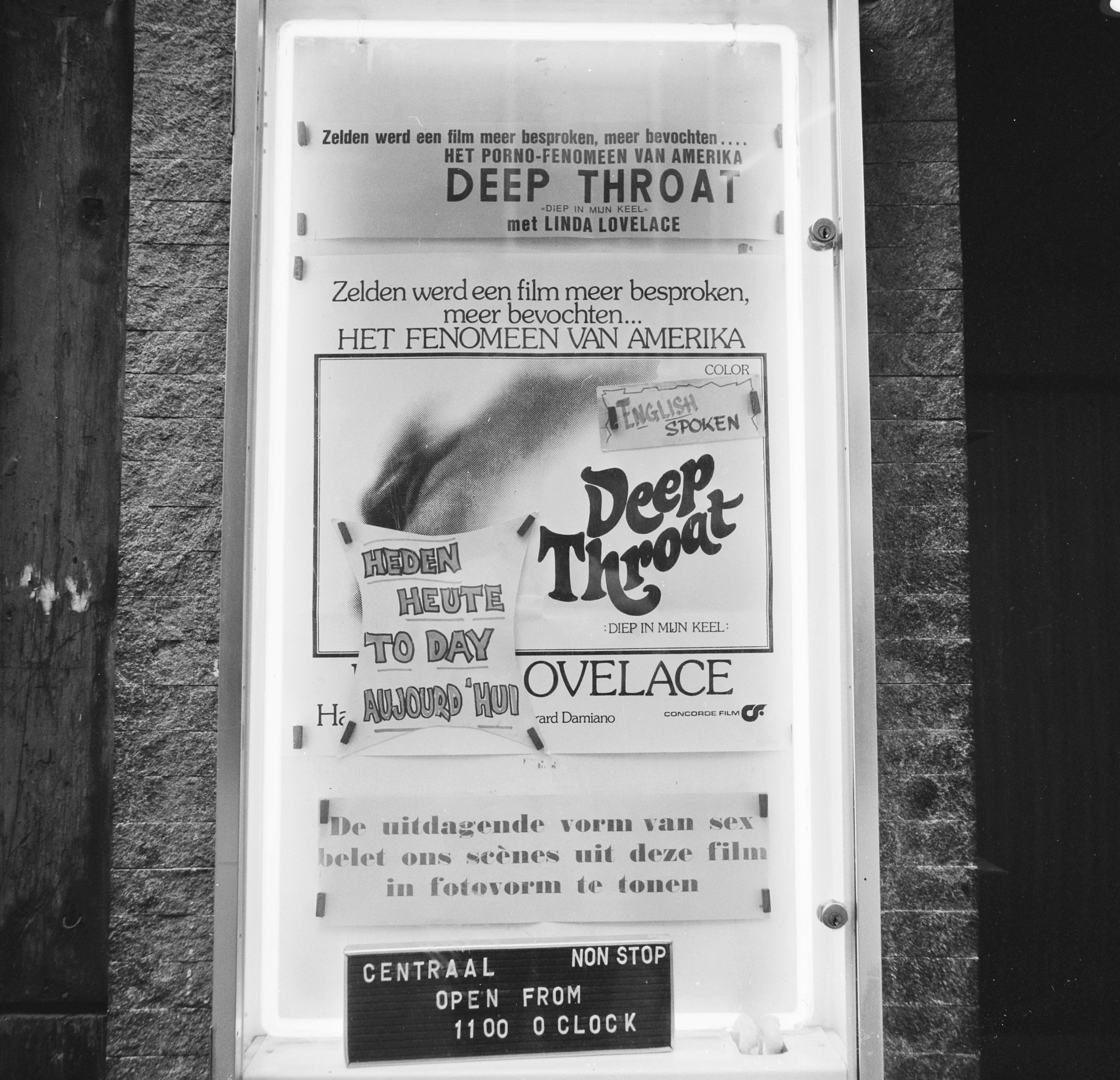
Werbung für den Film Deep Throat mit Linda Lovelace in Amsterdam, 1977

Linda Lovelace (* 10. Januar 1949 in New York City; † 22. April 2002 in Denver, Colorado; eigentlich Linda Susan Boreman) war eine der bekanntesten US-amerikanischen Pornodarstellerinnen der 1970er Jahre.

## Leben
Linda Lovelace wuchs im Umland von Fort Lauderdale auf. Nach eigenen Angaben hatte sie eine sehr strenge Mutter, die sie als Kind regelmäßig schlug. Mit 20 bekam Lovelace ein Kind, das von ihrer Mutter zur Adoption freigegeben wurde. Über eine Highschool-Freundin lernte sie mit 21 kurz nach einem schweren Verkehrsunfall ihren späteren Ehemann Chuck Traynor kennen. Die Zeit mit Traynor beschrieb sie in ihrem autobiografischen Buch Ordeal (Martyrium), welches in Deutschland unter dem Titel Die Wahrheit über Deep Throat (später: Ich packe aus) erschien. Darin beschrieb sie, wie Traynor sie nach einer eingangs für sie sehr angenehmen Zeit zunehmend misshandelte, schlug und zur Prostitution zwang. Nach ihrer Darstellung wurde sie von Traynor zudem gezwungen, ihn zu heiraten, damit sie nicht in einem Drogenprozess gegen ihn aussagen oder ihn hätte anzeigen können.

Filmplakat von 1972: Wie weit muss ein Mädchen gehen, um ihr Kribbeln zu erwecken?

Lovelace begann ihre Karriere als Darstellerin in Hardcore-Pornofilmen mit 22 Jahren und wirkte in mehreren Pornofilmen – darunter in mindestens einem tierpornografischen Inhalts mit einem Hund – mit. 1972 wirkte sie unter ihrem Pseudonym in dem Film Deep Throat von Gerard Damiano mit, dem profitabelsten Film aller Zeiten. Der Film brachte einen geschätzten Gewinn von 30 bis 50 Millionen US-Dollar ein, nach anderen Quelle 600 Millionen US-Dollar. Linda Lovelace erhielt ein Honorar von 1250 US-Dollar für die Hauptrolle. Zunächst verteidigte sie den Film gegen Kritik.
Viele Jahre nach der Scheidung von ihrem ersten Ehemann Chuck Traynor im Jahre 1973 erklärte Lovelace, er habe sie mit Waffengewalt zur Tätigkeit als Pornodarstellerin gezwungen. 1980 schrieb sie in ihrer Autobiografie Ordeal, die Beziehung sei von Gewalt, Vergewaltigungen, Zwangsprostitution und den Erfordernissen ihres Berufes als Pornodarstellerin geprägt gewesen. Im Widerspruch dazu steht die Aussage des Pornodarstellers Ron Jeremy, der angab, dass diese Anschuldigungen nicht der Wahrheit entsprächen; allerdings wird Jeremy in der Besetzungsliste des Films nicht genannt. Jeremy wurde im Jahr 2020 selbst wegen Vergewaltigung und sexueller Nötigung in 20 Fällen angeklagt. Auch Lovelaces Filmpartner, Harry Reems, widersprach der Darstellung von Lovelace vom Filmset. In einem Interview sagte er, dass Traynor zwar ein „A-hole“ war, „der nicht zu früh gestorben sei“, Linda während der Produktion von Deep Throat allerdings niemals körperlich misshandelt worden sei.
Lovelace sagte vor einem Ausschuss des US-Kongresses, der sich mit Pornografie befasste, aus und hielt zahlreiche Vorträge an Hochschulen. Dabei setzte sie sich stets kritisch mit den demütigenden und ausbeuterischen Praktiken in der Pornoindustrie auseinander.
Darwin Porter, Drehbuchautor eines Films über Linda Lovelace, behauptet, dass sie von der Frauenbewegung ausgenutzt worden sei. Dazu gibt es jedoch keinerlei Stellungnahme von Lovelace persönlich.
In den 1990er Jahren wirkte sie bei Softporno-Aufnahmen mit. Wie im Bonusmaterial des Films Making of Deepthroat dargestellt, behauptete Lovelace, stolz zu sein, dass sie auch in ihren Fünfzigern immer noch ansehnlich und für Erotikaufnahmen geeignet sei.
Am 3. April 2002 überschlug sie sich bei einem Unfall mit ihrem Geländewagen zweimal und erlitt dabei schwere Verletzungen. Am 22. April 2002 wurden die lebenserhaltenden Geräte abgeschaltet und Lovelace starb im Alter von 53 Jahren. Linda Lovelace wurde auf dem Parker Cemetery, Parker, Douglas County, Colorado, USA, beigesetzt.
Amanda Seyfried übernahm die Hauptrolle in der 2013 ausgestrahlten Biografieverfilmung Lovelace, die auf Boremans Leben basiert.

## Filmografie (Auswahl)
- 1971: Dog 1[13]
- 1972: Deep Throat
- 1974: Deep Throat Part II
- 1974: Sexual Ecstasy of the Macumba
- 1975: Linda Lovelace bläst zum Wahlkampf (Original: Linda Lovelace for President)

## Veröffentlichungen
- mit Mike McGrady: Ordeal
- Deutsche Ausgaben:
  - Ich packe aus (übersetzt von Juscha Zoeller), Heyne, München 1980, ISBN 3-453-01229-1
  - Die Wahrheit über Deep Throat, Heyne, München 2005, ISBN 978-3-453-67505-6
  - Ich packe aus, Heyne Hardcore, München 2013, ISBN 978-3-453-67617-6
- mit Mike McGrady: Ich bin frei (Originaltitel: Out of bondage. Übersetzt von Sepp Leeb), Heyne, München 1987, ISBN 3-453-02447-8.